# Radan Wagner
Radan Wagner (* 31. srpna 1958 Praha) je český malíř, historik umění, kurátor a recenzent.

## Životopis
Absolvoval Střední uměleckoprůmyslovou školu v Praze (1975 – 79) a Filozofickou fakultu Univerzity Karlovy v Praze, obor dějiny umění (1980 – 1984, doktorát 1985). V letech 1985 – 1989 pracoval jako odborný vedoucí malířského ateliéru ve Státních restaurátorských ateliérech v Praze. Již během studií se zúčastňoval řady akcí a později spolupořádal polooficiální výstavy své generace především pod názvem K ROK. Jako malíř prezentuje svou práci samostatně či na kolektivních výstavách od roku 1987. Byl členem výtvarné skupiny Tunel (1989 – 2001), SVU Mánes (1989 – 2003), od roku 2012 je členem Umělecké besedy.
Od roku 1989 působil převážně jako malíř a nezávislý publicista. Spolupracoval se Sorosovým centrem pro současné umění (1990-1991), Českým rozhlasem a různými periodiky (Lidové noviny, Reflex, Literární noviny), v letech 1998-2000 šéfredaktor časopisu o kultuře Exit. V letech 2004 – 2010 byl jednatelem a spolumajitelem společnosti Art CZ, později Woxart s. r. o., zabývajícími se českým a slovenským současným uměním (prezentace, obchod, aukce). Je šéfredaktorem výtvarného čtvrtletníku Revue Art (2004-2009, 2014-dosud) a byl hlavním editorem publikace České ateliéry (2005). O roku 2010, kdy se také stal autorem knihy (Ne)očekávané náhody, je opět na volné noze. V roce 2012 byl kurátorem výstavy Retrospektiva Jana Koblasy v Jízdárně Pražského hradu.

S manželku Janou Wagnerovou má dva syny Radana a Martina. Radan Wagner žije a pracuje v Říčanech.

## Dílo
Patří ke generaci nastupující v polovině 80. let, která vyšla z odkazu tradic i avantgardy počátku 20. století. Cílevědomě sleduje ideu svého výtvarného názoru. Výrazovými prostředky jsou mu od počátku znaky a symboly známé z mytologie, kultů i archetypů (Společná přítomnost, 1988, Pramen, 1990, Dělení, 1991). Později se jeho kompozice zahušťují objekty a předměty – vznikají „živá zátiší“ či „krajiny duše“. Nejedná se však o pouhé zpodobení reality, ale o výtvarnou analogii světa, reflexi stavů a procesů vlastní a společné existence (Tanec pod mrakem, 1990, Červená hora, 1997, Plující fragment, 2002).
Kolem roku 2004 došlo na Wagnerově cestě k dalšímu posunu. Pracuje více s dualitou světla a stínu na pozadí „měkké geometrie“ navozující meditativní spočinutí. Jednoduché struktury odkazují k osobním příběhům, pozemským živlům a vyšším zákonům kosmologie (Červený horizont, 2007, Komplement, 2009, Přibližování, 2010). Zároveň se ale nemusíme ptát po nějakých přirovnáních nebo potom co obraz představuje, neboť obraz vlastně nemá potřebu zobrazovat něco ze známého světa, ale obraz tu zjevuje často tiché vzrušení světem, jeho kmitání, třepotání, neustálé vyvstávání a zanořování.

### Samostatné / autorské výstavy
- 1988 Klub Cíl, Praha
- 1991 Galerie Fischer, Frankfurt nad Mohanem
- 1992 Klub Cíl, Praha
- 1993 Futura, Praha
- 1994 Golem klub, Praha
- 1996 Malá retrospektiva, Galerie F. Jeneweina, Kutná Hora
- 1996 Galerie Trojice, Písek
- 1996 Galerie R, Český Krumlov
- 1996 Galerie U prstenu, Praha
- 1998 Pokojíček, Zámeček, Příbram
- 1999 Tři, Galerie U prstenu, Praha
- 1999 Pokojíček, Galerie Studna, Liberec (s Antonínem Mrnkou)
- 2000 Cesta do prostoru, IPB banka, Praha
- 2000 Pokojíček, Galerie Český šperk a design, Praha (s Antonínem Mrnkou)
- 2000 Cesta do prostoru, Galerie Simona, Ostrava
- 2000 Zahrada pro pět smyslů, Čajovna, Říčany
- 2000 de sign…, Galerie R, Český Krumlov
- 2000 Svatba, Galerie Art, Chrudim (s Antonínem Mrnkou)
- 2000 Svatba na tvrzi, Chodovská tvrz (s Antonínem Mrnkou), Praha
- 2001 Jarní přízeň, Čez, Praha
- 2001 Reflexe, Design centrum Ranný, Praha
- 2003 Obrazy a pastely, Galerie Noctua, Říčany
- 2006 RaJ art, Galerie U prstenu, Praha,(s Jasanem Zoubkem)
- 2006 Mezi světy, galerie Dorka, Domažlice
- 2006 RaJ art, Galerie Chagall, Karviná, (s Jasanem Zoubkem)
- 2006 Mezi světy, Galerie Na půdě, Vrchlabí
- 2007 Podoby, Galerie Art – Pro, Praha (s Jiřím Plieštikem)
- 2008 Mezi světy, Galerie V zahradě, Kolín
- 2008 Malé formáty, Galerie U Zlaté štiky, Kolín
- 2008 Mezi světy, Relax, Mladá Boleslav
- 2008 RaJ art, Staré a nové pecky, Galerie F. Drtikola, zámek Příbram (s Jasanem Zoubkem)
- 2008 Radan Wagner a Jasan Zoubek, Galerie Mona Lisa, Olomouc
- 2010 Sedm let v tahu, Galerie Dolmen, Praha
- 2011 Radan Wagner, kostel Šimona a Judy, Praha
- 2011 Světlo, evangelický kostel, Soběhrdy
- 2012 Světlo a stín, Galerie Ladislava Nováka, Třebíč
- 2015 Světlo a kruhy, Galerie Hřivnáč, Opava

### Společné výstavy
- 1982 PRST´82, Kulturní dům Krychle, Radotín
- 1983 Dílo, Horní Počernice
- 1985 Ze sbírek SPK, Praha
- 1988 K ROK´88, kulturní dům Barikádníků, Praha
- 1989 K ROK´89, kulturní dům Barikádníků, Praha
- 1989 PART, Kulturní středisko Staroměstská, České Budějovice
- 1989 Otevřený dialog, Vinohradská tržnice, Praha
- 1989 Neuskutečněná výstava, Galerie mladých, Praha
- 1990 K ROK´90/TUNEL, Lidový dům Vysočany, Praha
- 1990 Česko-polská solidarita, Cieszyn
- 1990 TUNEL, Mánes, Praha
- 1991 Asteion gallery, Tokyo
- 1991 TUNEL, Galerie IFA, Berlin
- 1992 TUNEL, Kunstlerhaus, Dortmund
- 1992 Výlet do postmoderny, Národní galerie, Bratislava
- 1992 TUNEL, Galerie Citadela, Obecní dům, Praha
- 1992 TUNEL, Galerie Platýz, Praha
- 1992 TUNEL, Kunstlerhaus, Karlsruhe
- 1992 S.V.U. Mánes, Mánes, Praha
- 1993 Galerie Kašpar, Kutná Hora
- 1993 TUNEL, Plzeň
- 1993 Pět z Mánesa, Templum, Mladá Boleslav
- 1993 Human´93, Golem klub, Praha
- 1993 4 z Tunelu, Galerie Zlatá lilie, Praha
- 1994 TUNEL, Špálova galerie, Praha
- 1994 Mánes Mánesu, Mánes, Praha
- 1994 5+1 aus Prag, Kaifu Art Center, Hamburg
- 1995 TUNEL, Zámek, Litomyšl
- 1995 Galerie U Prstenu, Praha
- 1996 Nová Citadela, České kulturní centrum, Londýn
- 1996 Současné české a slovenské umění, Venray
- 1996 Grafika roku, Staroměstská radnice, Praha
- 1997 Umění pro kancelář, Prague city centrum, Praha
- 1997 Kresba Mánesa, Mánes, Praha
- 1998 Znak a symbol, Galerie Patro, Praha
- 1998 Pocta Janě K., Galerie Frederik, Mariánské Lázně
- 1999 Zelená, AVU, Praha
- 1999 Xantypa, Obecní dům, Praha
- 1999 Intersection, Sai Gallery, New York
- 1999 Umění pro kancelář, Prague City center, Praha
- 1999 Abstrakce, Art Centrum, Praha
- 1999 Moře, Galerie Bayer& Bayer, Praha
- 1999 Habitat veletrh, Praha
- 2000 IHM veletrh, Mnichov
- 2000 Art&Design, Pokojíček, Veletržní palác, Národní galerie v Praze
- 2000 TUNEL/ Sedm z Mánesa, Obecní galerie Beseda, Praha
- 2000 Habitat veletrh, Praha
- 2000 Galerie Český šperk a design, Týn, Praha
- 2000 Praha světácká, Galerie U prstenu, Praha
- 2000 Klapky, Festival filmů, Zlín
- 2000 Ostrov klidu, současné české zátiší, Galerie Vivo, Znojmo
- 2001 Bariéry, Karolinum, Praha
- 2001 Malostranská beseda, Praha
- 2001 Byt@jako.sen, Praha City centrum
- 2001 Masson Gallery, Zlín
- 2001 Malá Šárka Gallery, Praha
- 2001 S.V.U. Mánes, Galerie na zámku, Bechyně
- 2001 Galerie Vivo, Zlín
- 2001 Vnitřní kruh, Galerie Fronta, Praha
- 2002 Zvíře, Galerie Millenium, Praha
- 2002 Zápas s andělem, Galerie Portheimka, Praha
- 2002 Typický obraz, Mánes, Praha
- 2003 Typický obraz, Galerie Chagall Karviná, Západočeské muzeum, Plzeň
- 2003 Jubilanti S.V.U. Mánes, Obecní galerie Beseda, Praha
- 2003 Akt, Obecní galerie Beseda, Praha
- 2003 Z okruhu, Galerie Millenium, Praha
- 2003 Krajina v současném umění, Galerie české plastiky, Praha
- 2004 Eros, eros, eros, Galerie české plastiky, Praha
- 2004 CowParade, Praha
- 2004 Animálie, Galerie české plastiky, Praha
- 2004 Andělé, Galerie české plastiky, Praha
- 2005 Florálie, Galerie české plastiky, Praha
- 2005 Jídlo, Galerie Beseda, Praha
- 2005 Tunel narovinu (inventura: 1989 – 2005), Galerie Diamant, Praha
- 2006 Connection Point, Anežský klášter, Praha
- 2007 Typický obraz, Nová síň, Praha
- 2007 Světlo a stín, Galerie moderního umění v Roudnici nad Labem
- 2007 České umění, Galerie Horst, Nittenau, Německo
- 2007 Umění porodit, Veletržní palác, Praha
- 2007 Keep Breast, Praha, Brno, Plzeň, Bratislava
- 2008 Franz Kafka, Galerie Mona LIsa, Olomouc
- 2011 Vzhůru, Galerie Millenium, Praha

### Realizace
- 2002 Interiéry radnice v Říčanech

### Autor, Editor
- Ota Janeček : obrazy, Radan Wagner (2003), Nibiru, Praha, ISBN 80-902726-3-0
- České ateliéry / Czech studios, (Wagner R, ed., Art CZ), 2005, Praha, ISBN 80-239-5528-4
- (Ne)očekávané náhody, Radan Wagner (2010), N. Lidové noviny, Praha, ISBN 978-80-7422-045-6